# アモス書
『アモス書』（アモスしょ）は、旧約聖書文書のひとつ。全9章で構成される。ユダヤ教では後の預言者に分類され、キリスト教では預言書（十二小預言書）に分類される。伝統的配列では、十二小預言書のなかで3番目に位置し、『ヨエル書』の次、『オバデヤ書』の前に配置される。

## 著者
1章1節によれば著者はアモスで、テコア出身の牧夫であったという。テコアについては、エルサレムの南方約18キロの地点であると同定されているため、出身地はユダ王国であると一般に解される。
預言期間は不明であるが、時期については同じく1章1節から、ウジヤ（ユダ王国）、ヤラベアム2世（イスラエル王国）の時代、地震の2年前より開始されたとの記述がある。この同じ地震への言及は、聖書中ではゼカリヤ書14章5節があるのみで、正確な時期を特定する情報は存在しない。

## 内容
内容は大きく4つに分けることが出来る。
1. 近隣諸国の民[1]（1：3‐2：3）と、南ユダ王国、北イスラエル王国に対する神の裁きの宣告
2. イスラエルの支配者たちへの悔い改めの要求
3. 裁きについての5つの幻（イナゴ、燃える火、重り縄、夏の果物[2]、祭壇の傍らの主）
4. 結びとして、ダビデの系統を引くイスラエル民族の回復

## 新約聖書での引用・類似の比喩
| 5:25-27 | 使徒行伝 7:42-43  |
| 9:11-12 | 使徒行伝 15:16-18 |